# Konstal 112N
Konstal 112N je prototyp dvoučlánkové částečně nízkopodlažní tramvaje, kterou vyrobil podnik Alstom Konstal v roce 1995. Jedná se o první polskou nízkopodlažní tramvaj Konstalu.

## Konstrukce
Jedná se o jednosměrný šestinápravový motorový částečně nízkopodlažní tramvajový vůz skládající se ze dvou článků, které jsou navzájem spojeny kloubem a krycím měchem. V pravé bočnici se nacházejí čtvery dvoukřídlé, výklopné dveře. Vozová skříň tramvaje je usazena na třech dvounápravových podvozcích, přičemž všechny nápravy jsou hnací. Každou nápravu pohání jeden trakční motor PRSZx64y/2 s výkonem 41,5 kW. Do vozů 112N byla nainstalována elektrická výzbroj, která využívá GTO tyristorů a umožňuje rekuperaci brzdové energie. Proud je z trolejového vedení odebírán polopantografem. Přední i zadní čela tramvaje jsou totožná. Kabina řidiče se nachází v předním čele vozidla, v zadním čele se nachází pouze manipulační panel. Řidič vozidlo ovládá ručním řadičem. Podlaha je pokryta protiskluzovou gumovou krytinou. Podíl nízké podlahy (340 mm nad temenem kolejnice) dosahuje 24 %, zbytek podlahy je ve výšce 890 mm nad temenem.

## Dodávky tramvají
Prototypový vůz tramvaje 112N byl postaven v roce 1995. Vůz byl zprovozněn v roce 1996.
| Současný stát | Město   | Článek | Typ  | Roky dodávek | Počet vozů | Evidenční čísla | Zdroj |
| ------------- | ------- | ------ | ---- | ------------ | ---------- | --------------- | ----- |
| Polsko        | Varšava | článek | 112N | 1995         | 1          | 3001            | [ 1 ] |